# Punktbeschreibung
Als Punktbeschreibung oder Topografie bezeichnet der Geodät eine Skizze mit genauen Sperrmaßen (schräge Entfernungen) zum sicheren Auffinden eines Vermessungspunktes.
Die Einmessskizze wird meist im A4-Format gezeichnet und später in eine A5-Reinzeichnung übertragen. Die Skizze selbst muss nicht maßstäbig sein, soll aber 4–5 markante, zur Auffindung hilfreiche Details enthalten – beispielsweise:
- zwei Ecken eines nahen Gebäudes, Abstand von einem Zaun usw.
- große Bäume (hier wird das Sperrmaß zur nächstgelegenen Stelle des Stammes gemessen)
- Leitungsmaste, Hydranten, Straßeneinbauten wie Kanaldeckel oder Wasserschieber
- im freien Gelände zumindest Abstände zur Straße oder zu Ackerfurchen.

Auch wenn die meisten Messpunkte gut vermarkt und bei wichtigen Punkten oft mit einem roten Holzpflock gekennzeichnet sind, werden bodennahe Punkte oft von der Grasnarbe überwachsen oder vom Rollsplitt der Schneeräumung mehrere Zentimeter überdeckt. Hier kann eine genaue Topografie viel Zeit und Mühe beim Freilegen sparen.
Wenn in vereinzelten, schwierigen Fällen (z. B. an gefährlichen Stellen oder auf frisch geackerten Flächen) ein Sperrmaß nur schwer zu messen ist, kann auch manchmal ein genähertes Schrittmaß hilfreich sein.